# Mina Dennert
Mina Jannica Dennert, tidigare Morwing, född 22 september 1975 i Shiraz, Iran, är en svensk journalist, författare och grundare till den svenska föreningen #jagärhär och den internationella organisationen I Am Here International(en).

## Biografi
Mina Dennert har en utbildning i TV-journalistik från Journalisthögskolan i Göteborg, en fil.kand. examen i filmvetenskap från Medieprogrammet på Högskolan i Skövde, samt en masterexamen i entreprenörskap från Handelshögskolan i Göteborg.

### Grundare av #jagärhär
När Dennert upplevde en normalisering av hat i det offentliga rummet skapade hon Facebookgruppen #jagärhär. Cirka 75 000 medlemmar i Sverige kämpar tillsammans mot hat och hot, rasism, sexism, homofobi och funkofobi på sociala medier och tipsar varandra om var gruppen behövs för att ge stöd till den som blir utsatt för att stötta med nyanserade kommentarer och informera om vägar till faktagranskad information.
I en intervju med Rättviseförmedlingen förklarade Dennert att en av anledningarna till att #jagärhär grundades berodde på att en av hennes bekanta radikaliserades via sociala medier.  
“När jag träffade henne kring Lucia förra året stod hon och samlade in pengar till Rädda barnen men bara ett halvår senare i maj 2016 skrev hon ett inlägg på fb om att hon hade sett en färgad man och blivit så rädd att hon inte längre vågade åka in till stan. Och hon skrev det som att det var det mest naturliga i världen att reagera på det sättet och hennes vänner stämde in.”
Dennert har startat #jagärhär-initiativ i samarbete med lokala partners i flera andra länder, bland annat i Tyskland, Italien, Frankrike, Slovakien och Storbritannien.
I december 2019 grundade Dennert den ideella föreningen I Am Here International som sammanför alla internationella #jagärhär-föreningar och Facebookgrupper med målet att vidareutveckla metoder, uppmärksamma forskning samt sprida kunskap som berör föreningens arbete.

### Skribent och föreläsare
Dennert föreläser även om frågor som rör demokrati och mänskliga rättigheter, propaganda och källkritik, civilkurage och vardagsrasism.

### Familj
Mina Dennert är kusin till manusförfattaren och regissören Peter Grönlund.

## Utmärkelser i urval
- Rättviseförmedlingens Rättvisepris, 2016.[7]
- Årets samhällsaktör, 2016.[13]
- Faktumgalans pris för Årets integration, 2017.[14]
- Anna Lindh-priset, 2017.[15]
- Årets superkommunikatör, 2017.[16]
- Millepriset, 2017.[17]
- Almedalsstipendiet, 2017.[18]
- Årets initiativ, 2017.[19]
- Årets Social Medier Pris, 2019.[20]
- Årets Ögonöppnare, 2022.[21]